# Friedrich Ladegast

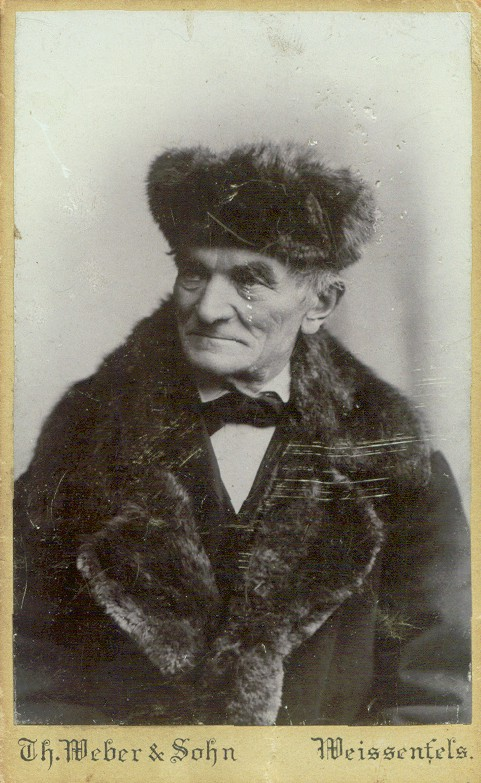
Friedrich Ladegast

Friedrich Ladegast (* 30. August 1818 in Hochhermsdorf; † 30. Juni 1905 in Weißenfels) war ein bedeutender deutscher Orgelbauer in der zweiten Hälfte des 19. Jahrhunderts.

## Leben

### Kindheit und Familie
Friedrich Ladegast wurde am 30. August 1818 als achtes Kind des Häuserbesitzers, Tischlers und Röhrenmeisters Johann Christlieb Ladegast und seiner Frau Eva Rosina, geb. Dathin, in Hochhermsdorf (heute Hermsdorf) in der Nähe der Stadt Geringswalde in Sachsen geboren.
Die Ladegasts waren keine traditionelle Musikerfamilie, doch kamen die Kinder durch das Musizieren im Familienkreis mit Musik in Berührung. Friedrichs Unterweisungen im Klavierspiel wurden später durch Unterricht an der Orgel ergänzt. In seinen späteren Jahren äußerte er gegenüber seinem Freund, dem Chemnitzer Organisten William Hepworth: „Ich bin, im Grunde genommen, ebenso musikalisch veranlagt wie du, nur daß Zeit und Verhältnisse mir nicht gestatten, meine diesbezüglichen Fähigkeiten auszubilden.“
Was Friedrich Ladegast letztlich bewegte, Orgelbauer zu werden, lässt sich heute nur vermuten. Neben der Tatsache, dass auch sein älterer Bruder Christlieb diesen Beruf wählte, wird wohl das Vorbild des berühmten Landsmanns Gottfried Silbermann, der 100 Jahre zuvor im etwa 50 km entfernten Freiberg wirkte, einen gewissen Einfluss auf die Brüder ausgeübt haben. Die Ladegasts kannten seit ihrer Kindheit dessen in unmittelbarer Nähe ihres Heimatdorfes befindlichen Werke in Rochlitz, Ringethal und Schweikershain.
Am 3. November 1850 heiratete Friedrich Ladegast die 24-jährige Johanne Rosette Bertha Lange (* 7. Mai 1826; † 6. Januar 1892). Die Tochter des Weißenfelser Stadtorganisten spielte auch Orgel. Die Ehe wurde mit zwölf Kindern gesegnet. Sieben der Kinder starben allerdings schon frühzeitig.

### Ausbildung
Seine erste Ausbildung als Orgelbauer erhielt Friedrich Ladegast in der Geringswalder Werkstatt seines Bruders. Sein Gesellenstück steht in der Ev.-luth. Kirche zu Tanneberg bei Mittweida.
In den anschließenden Jahren seiner Wanderschaft arbeitete er in verschiedenen Orgelbauwerkstätten Mitteldeutschlands (Kreutzbach in Borna, Mende in Leipzig und Zuberbier in Dessau). Spätere Studienreisen führten ihn u. a. auch ins Elsass, nach Süddeutschland und nach Frankreich. Im elsässischen Straßburg studierte Ladegast nach eigener Auskunft die frühen Werke Gottfried Silbermanns, jedoch nicht, wie in der Vergangenheit irrtümlich angenommen wurde, als Mitarbeiter der Werkstatt Martin Wetzels direkt im Anschluss an seine Gesellenzeit in den mitteldeutschen Orgelbauwerkstätten.

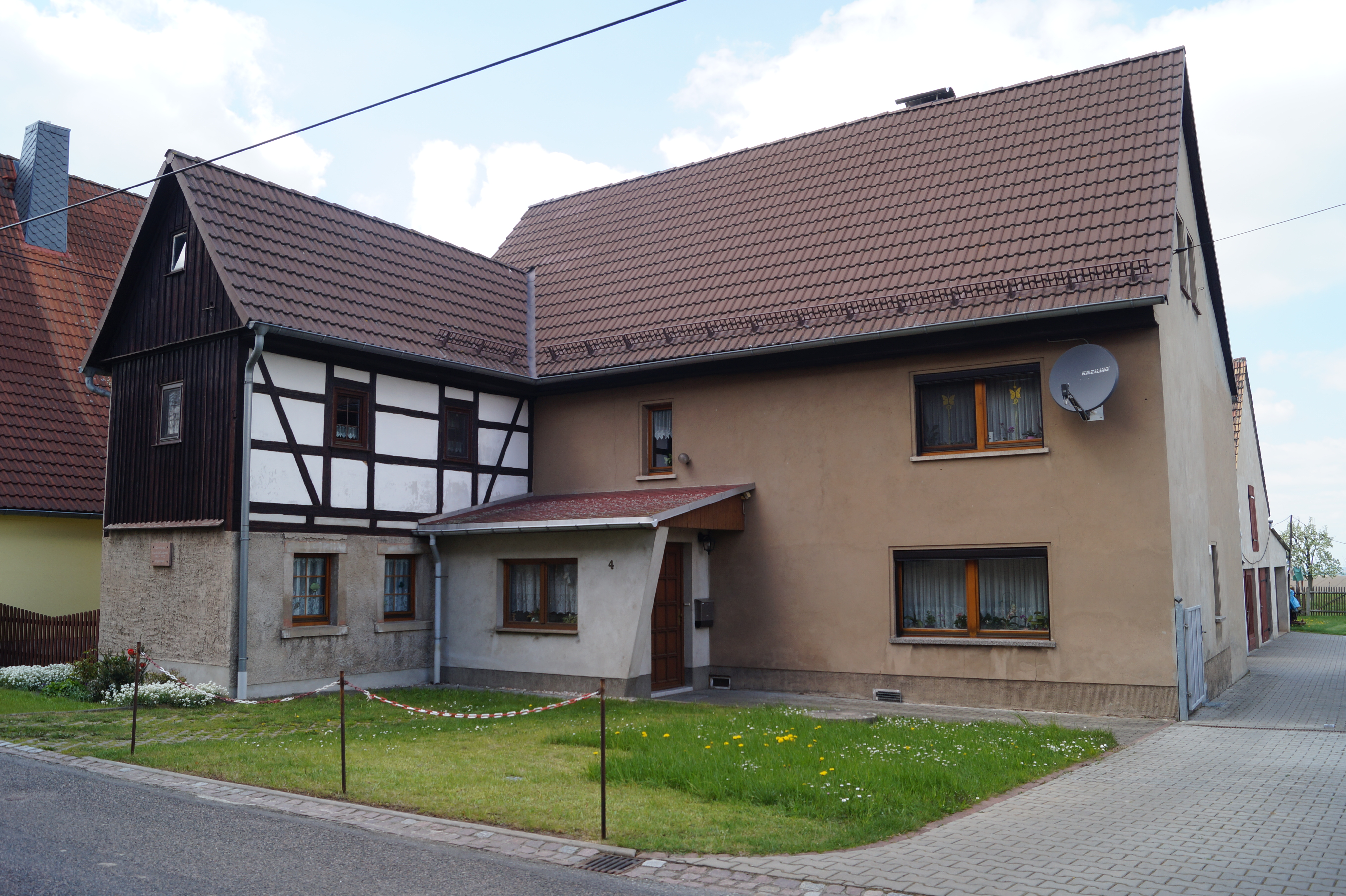
Geburtshaus von Friedrich Ladegast in Hermsdorf

Auch die Annahme, dass Friedrich Ladegast bei einer seiner Reisen den berühmten französischen Orgelbauer Aristide Cavaillé-Coll persönlich kennen gelernt hat und einige Zeit bei diesem tätig war, erweist sich nach heutiger Erkenntnis als unzutreffend. Beide Orgelbauer brachten einander eine hohe Wertschätzung entgegen. So informierte sich Friedrich Ladegast vor dem Bau der großen Orgel für die Nikolaikirche zu Leipzig (1862) auf einer Studienreise über die technischen Anlagen in den großen Orgeln Cavaillé-Colls. Albert Schweitzer schreibt:

„Der grosse französische Orgelbauer Aristide Cavaillé-Coll hat ihn [F. Ladegast] als den besten unter den zeitgenössischen Orgelbauern der zweiten Hälfte des 19. Jahrhunderts geschätzt. Ich habe Cavaillé-Coll noch gekannt und kann bestätigen, daß er von Ladegast mit Bewunderung sprach.“

### Niederlassung
1846 beantragte Friedrich Ladegast in der Saalestadt Weißenfels die Niederlassung als Orgelbauer und Instrumentenmacher, die Anfang 1847 genehmigt wurde. Seiner kurz darauf im Weißenfelser Kreisblatt erschienenen Zeitungsanzeige ist folgendes zu entnehmen: „Daß ich mich als Orgelbauer und Instrumentmacher hier niedergelassen habe, zeige ich ergebenst an. Ich bitte um geneigtes Vertrauen, dessen ich mich stets durch strengste Reellität würdig machen werde. Weißenfels, den 5. Februar 1847.“

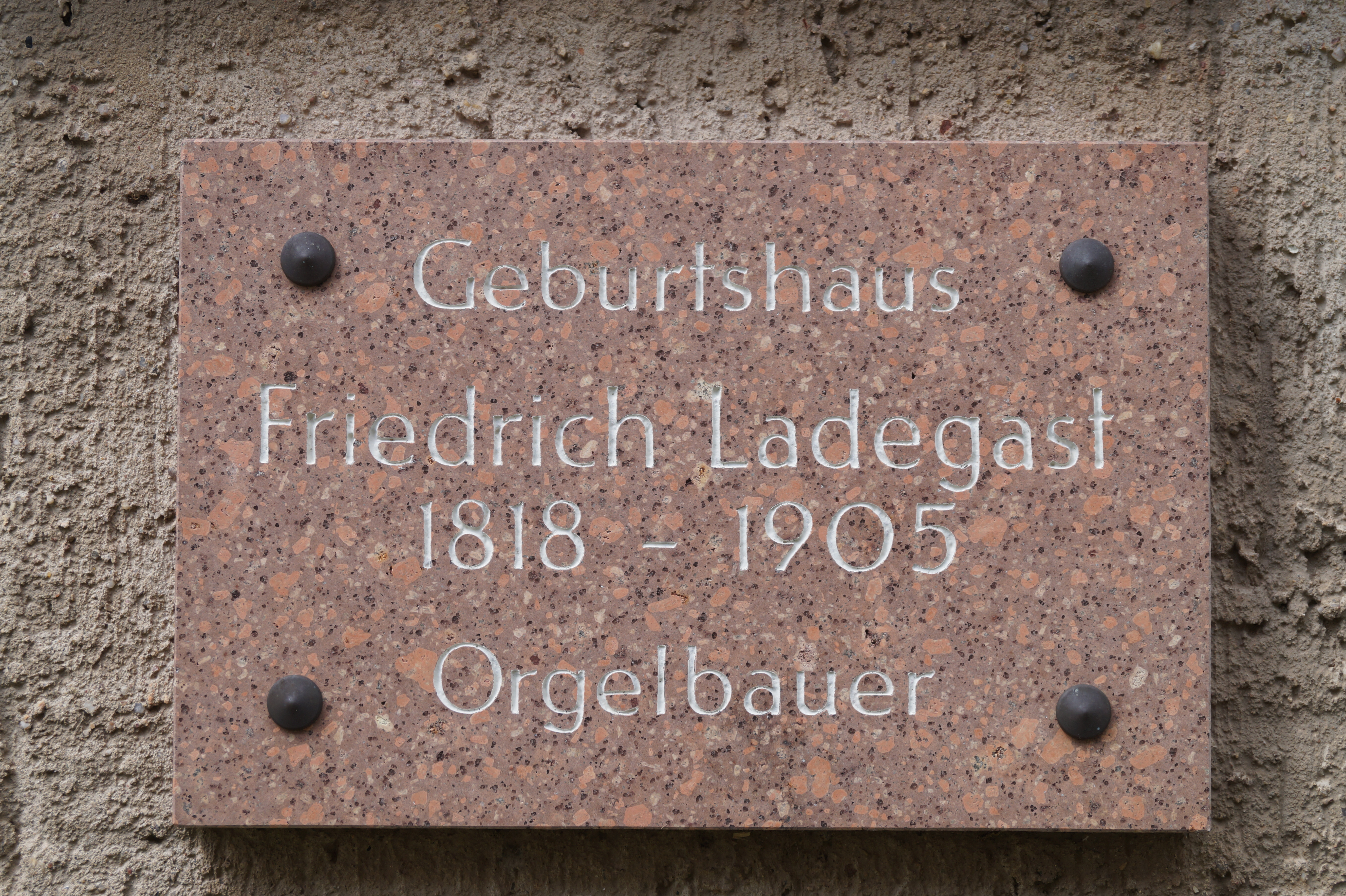
Gedenktafel am Geburtshaus von Friedrich Ladegast in Hermsdorf

Eine entscheidende Rolle für den Entschluss, sich in Weißenfels niederzulassen, werden nicht nur die Protektion des Weißenfelser königlichen Musikdirektors Ernst J. Hentschel, sondern auch wirtschaftliche Faktoren gespielt haben. Weißenfels, unweit der großen Städte Leipzig und Halle gelegen, gehörte zu jenen mitteldeutschen Städten, die sich im Zuge der Industrialisierung rasant entwickelten. Die Eröffnung einer Eisenbahnstrecke nach Erfurt am 6. Juni 1846 brachte erhebliche Standortvorteile. Auch der Fluss Saale war zu jener Zeit noch schiffbar.
Wie man seinem Antrag auf Niederlassungserlaubnis entnimmt, kannte Ladegast bereits die Gegend, und zwar durch seinen Aufenthalt in Lützen bei der Reparatur der Kreutzbach-Orgel (1839) der dortigen Stadtkirche. Es gab im Umfeld keine weitere Orgelbauwerkstätte und somit wenig Konkurrenz. Darüber hinaus besaß die Stadt ein Lehrerseminar, das sich zu einem Zentrum der Lehrerausbildung in der preußischen Provinz entwickelt hatte. Seit 1822 stand das Institut unter der Leitung des berühmten Pädagogen Wilhelm Harnisch und wurde u. a. durch solche Persönlichkeiten wie Ernst J. Hentschel und Moritz Hill geprägt. Mit Hentschel, der auch Taufpate seiner Kinder war, verband Ladegast jahrelang eine freundschaftliche Beziehung.

### Erfolge
Obwohl die wirtschaftlichen Aspekte vielversprechend waren, blieb die Auftragslage in den ersten Jahren schlecht. 1849 bekam Ladegast durch die Fürsprache von David Hermann Engel einen Auftrag für eine Orgel in der St.-Georg-Kirche zu Geusa bei Merseburg, der die weitere Zukunft des jungen Orgelbauers grundlegend änderte. Ladegast setzte alles auf eine Karte – sein Können, eigene Mittel, eigene Visionen – und gewann. Die ursprünglich als einmanualiges Werk geplante Orgel wurde über den Vertrag hinaus – auf Ladegasts eigene Kosten – um ein zweites Manual erweitert. Bei der Abnahme des Instruments geriet Engel in „höchstes Entzücken“ vom Klang, von der Auswahl des Materials, von der Qualität der Ausführung – all jener Aspekte, die Ladegast schon zu Lebzeiten Ruhm brachten und seine Orgeln noch heute auszeichnen. Im Jahre 1855 bekam Ladegast einen weiteren Auftrag für eine Orgel in der St.-Thomas-Kirche im Geusaer Ortsteil Blösien.
Neuaufträge und damit verbundener Erfolg folgten. 1850 erwarb Ladegast ein doppelstöckiges Haus in der Naumburger Straße, wo er seine Werkstatt einrichtete und in der im gleichen Jahr fünf neue Orgeln entstanden. Mit Ausnahme der Orgel in der Dorfkirche zu Albersroda (II/15) handelte es sich um einmanualige Werke mit 5 bis 10 Registern.
Ende 1851 bekam Ladegast einen Auftrag für den Neubau einer Orgel für die Stadtkirche St. Peter im 15 km entfernten Städtchen Hohenmölsen. Diese Orgel ist heute mit ihren 24 klingenden Registern sein größtes zweimanualiges Instrument, das – mit Ausnahme der Prospektpfeifen und der Windanlage – original erhalten blieb. Sie nimmt in seinem Schaffen eine besondere Stellung ein, nicht nur, weil sie der erste größere Auftrag war, sondern weil sie aufgrund ihrer klanglichen und bautechnischen Solidität eine Grundlage für die unmittelbar danach folgenden größeren Aufträge in Merseburg, Schulpforta, Leipzig usw. bildete.
Als die bis dahin mehrmals umgebaute sowie reparierte und dennoch unbefriedigend funktionierende Merseburger Domorgel 1853 erneut repariert werden musste, kam für den Domorganisten David Hermann Engel kein anderer als Ladegast in Frage. Aus einer geplanten Reparatur für 4.500 Taler wurde ein Neubau für 6.258 Taler. Unter Beibehaltung des Gehäuses der alten Orgel sowie von 26 ihrer Register, die, mit Ausnahme der Schalmey und des Stahlspiels, bis 1866 ebenfalls durch neue von Ladegast ersetzt wurden, stellte er ein Werk mit 81 Registern auf 4 Manualen und Pedal auf. Es wurde bereits während des Baus gesagt, „daß dieses Orgelwerk einen neuen Abschnitt in der Orgelbaukunst bezeichne, indem hier Dinge erreicht worden sind, die bisher an keiner anderen Orgel vorkommen“. Die Einweihung fand am 26. September 1855 statt. Diese im damaligen Deutschland größte Orgel brachte Ladegast viel Anerkennung und Ruhm und stellte ihn aus der Reihe kleinerer Orgelbauer heraus auf eine höhere Stufe. Das Werk wurde durch eine Reihe namhafter Intellektueller bewundert und inspirierte zum Beispiel Franz Liszt zu einigen seiner großen Orgelwerke. Dieser wollte sein Präludium und Fuge über B-A-C-H zur Orgelweihe komponieren, wurde aber nicht rechtzeitig fertig und schlug stattdessen sein umfangreiches Werk Fantasie und Fuge über den Choral „Ad nos, ad salutarem undam“ zur Aufführung vor. Sein Schüler Alexander Winterberger spielte es in Liszts Anwesenheit als Uraufführung zur Orgelweihe, beide hatten gemeinsam die Registrierung eingerichtet.

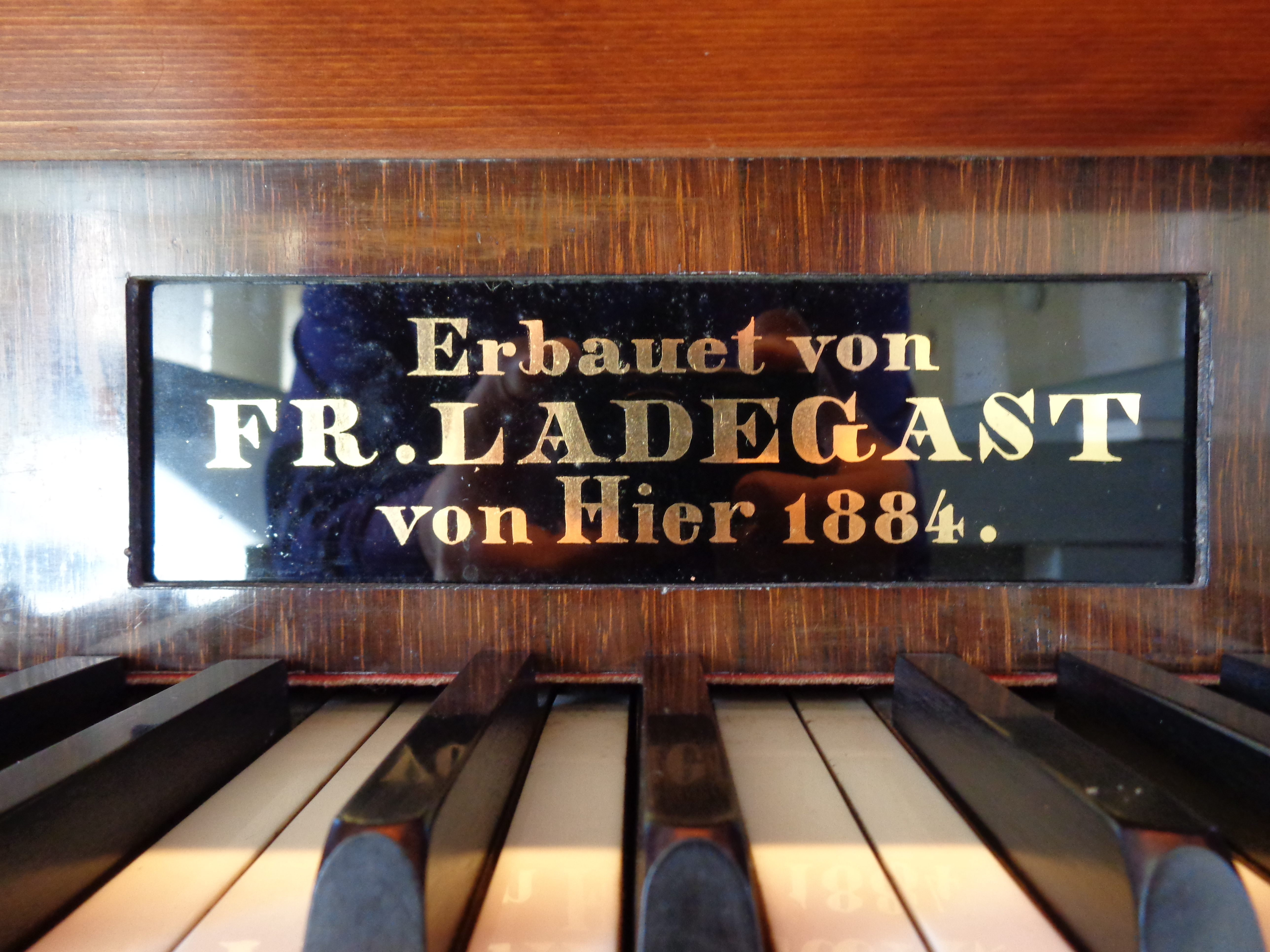
Schild an der Ladegast-Orgel in Friedrich Ladegasts Taufkirche in Hermsdorf bei Geringswalde

Bis zu seinem nächsten großen Auftrag, der Orgel für die Leipziger Nikolaikirche (IV/84), die 1862 als damals größte Orgel Sachsens vollendet wurde, entstanden etwa 16 Instrumente, darunter die erste dreimanualige Orgel für die Landesschule Pforta (Schulpforta) bei Naumburg (1857, 34 Register). Das Werk wurde in den 1960er-Jahren abgetragen und auf dem Dachboden eingelagert, bis es irgendwann wesentlicher Teile beraubt wurde. Es gibt in der Aula der Landesschule noch eine kleine Ladegast-Orgel von 1884 mit 11 Registern. 2005 wurde diese kleine Orgel durch die Orgelbau-Werkstatt Rösel & Hercher instand gesetzt.
Zwei Orgeln gingen über die Region hinaus nach Ostpreußen (Memel, 1858, II/44) und Niederschlesien (Görkau, 1859, II/13).
1864 baute Ladegast im Auftrag des Magistrats der Stadt Weißenfels für die Stadtkirche St. Marien seine zweite dreimanualige Orgel (41 Register), die heute sein ältestes erhaltenes dreimanualiges Werk ist. David Hermann Engel und der Königliche Musikdirektor Ernst Hentschel sahen in ihr Ladegasts „Meisterwerk“. Ebenfalls 1864 wurde die dritte dreimanualige Orgel Ladegasts, ein Werk mit 39 Registern, für die Schloßkirche zu Wittenberg im historischen Gehäuse von J. E. Hübner (1767) fertiggestellt. 1892 bekam diese ein neues neugotisches Gehäuse und wurde mit einer Barkermaschine ergänzt.
Neue Aufträge für große Instrumente verlangten eine größere Werkstatt. So beantragte Ladegast 1865 eine Genehmigung für einen Bau in der Naumburger Straße. Somit wurde ein Raum geschaffen, in dem später auch die Orgel für den Schweriner Dom Platz fand.
Solch eine Aufbauhalle ermöglichte die Entlastung einzelner Fertigungsstätten wie die Pfeifenmacherei und Windladenwerkstätten und erlaubte einen gleichzeitigen Bau mehrerer Instrumente. Außerdem ließ die Aufstellungsmöglichkeit zu, eine Vorintonation einer neuen Orgel durchzuführen, die Traktur auf ihre Tauglichkeit zu prüfen und eventuelle Mängel bereits in der Werkstatt zu beseitigen. Ferner führte dies zur Herauskristallisierung einzelner beruflicher Spezialbereiche mit eigens für diesen Zweck geschultem Personal wie Zinnarbeiter, Pfeifen- oder Windladenmacher u. ä.
Diese Praxis setzt sich bei den mitteldeutschen Orgelbaufirmen in den 1880er- und 1890er-Jahren mit der Steigerung der Produktion und des Exportes allgemein durch. So bekam die 1808 gegründete Orgelbaufirma Jehmlich ihre große Aufbauhalle 1897. Die ebenfalls traditionsreiche, 1872 gegründete sächsische Orgelbaufirma Eule errichtete ihre Halle 1888. Man kann also Friedrich Ladegast als einen progressiv denkenden Orgelbauer seiner Zeit, der sich den Zügen der Industrialisierung nicht gänzlich verschloss, bezeichnen. Seine Werkstatt wurde 1979 vollständig abgerissen.

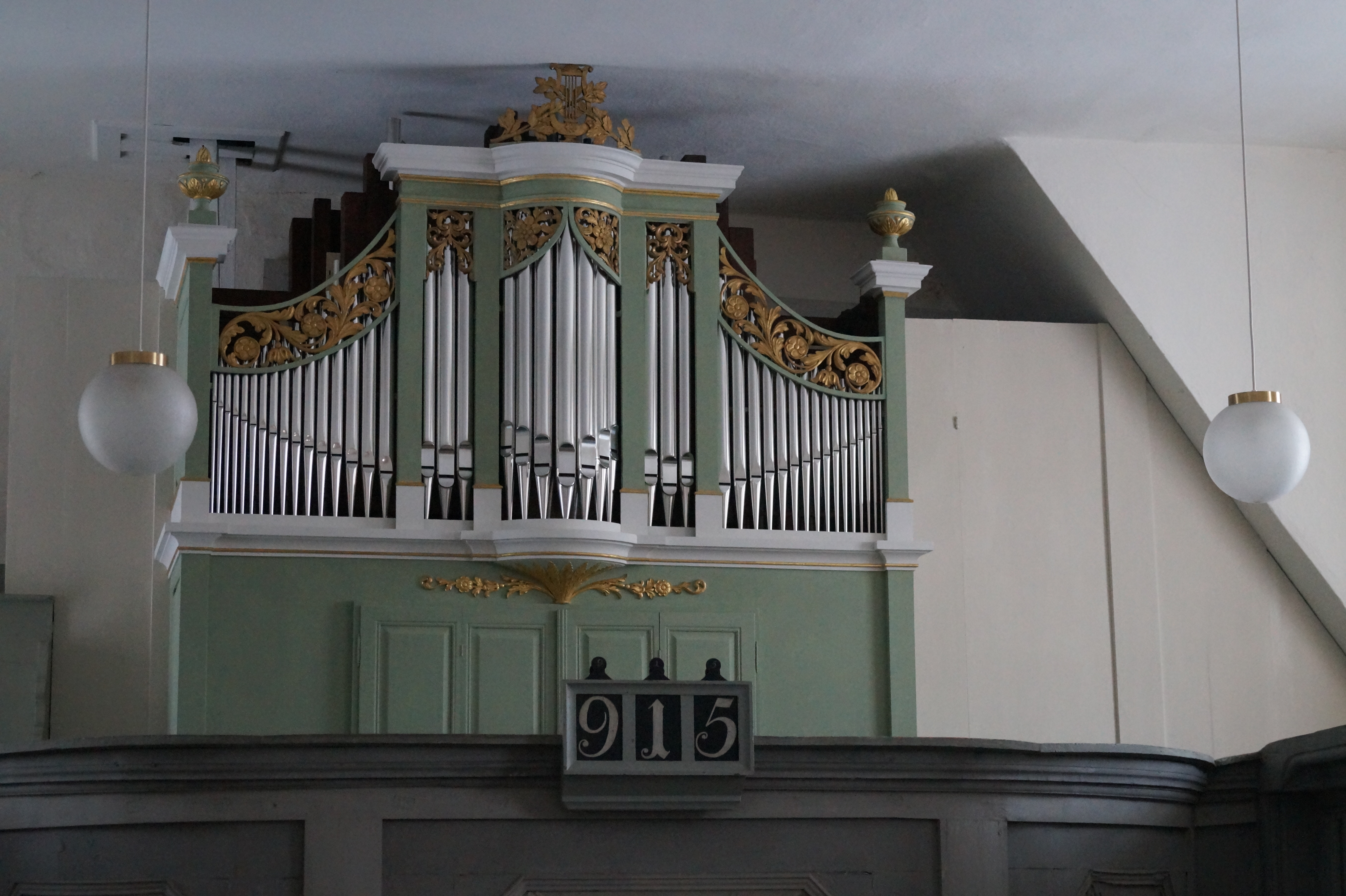
Gesellenstück (Opus 1) des Orgelbauers Friedrich Ladegasts in der Dorfkirche Tanneberg bei Mittweida (Ldkr. Mittelsachsen)

In der Zeit zwischen 1864 und 1871 verließen die Werkstatt circa 25 neue Orgeln, drei davon gingen ins Baltikum, eine nach Moskau (op. 50, 1868) und zwei in die Pfalz. Weitere Instrumente wurden umgebaut oder repariert.
Das Jahr 1871 hatte für Ladegast bahnbrechende Bedeutung, das ihn endgültig in die Reihe der international bedeutenden Orgelbauer setzte. In diesem Jahr wurde sein Werk mit 84 Stimmen im Dom zu Schwerin vollendet. Der Bau kostete 11.000 Taler, dauerte drei Jahre und wurde am 6. September 1871 fertiggestellt. In diesem Instrument verwendete Ladegast alles, was ihn an technischen Neuerungen und Erkenntnissen jener Zeit überzeugt hatte. Außer der bereits erprobten Barkermaschine, der in Abteilungen geteilten Schleifladen und der strahlenförmigen Winkel- und Wellentraktur baute er zum ersten Mal in der Geschichte des deutschen Orgelbaus in eine Orgel das pneumatisch gesteuerte Crescendo ein, wie es zuvor Cavaillé-Coll in seinen größten Orgeln in Notre Dame und St. Sulpice angewandt hatte. Mit diesen Neuerungen, die eigentlich erst durch die Einführung der Röhrenpneumatik zum Standard wurden, schritt er der Zeit voraus und setzte damit Zeichen in der deutschen Orgelbaugeschichte.
Am 10. November 1871 erhielt Ladegast für den Orgelbau von Schwerin das durch den Herzog von Mecklenburg-Schwerin verliehene Verdienstkreuz in Gold – den Hausorden der Wendischen Krone. Das 1872 für die St. Jakobskirche in Köthen erbaute Instrument ist bis heute die größte Orgel in Anhalt.
1869 hatte Ladegast den Auftrag erhalten, die Orgel für den Großen Saal des Wiener Musikvereins zu bauen. Ihr Gehäuse wurde vom Architekt Theophil von Hansen entworfen. Die 1872 fertiggestellte Orgel hatte 52 Register, verteilt auf drei Manuale und Pedal, wobei er mechanische Schleifladen für die Manualwerke und Kegelladen für das Pedalwerk einbaute. Anton Bruckner wirkte beim Eröffnungskonzert an dieser Orgel mit. 1907 wurde diese aufgrund der komplizierten Mechanik und vieler Spielhilfen störanfällig und nahezu unspielbar gewordene Orgel durch ein neues Instrument ersetzt. Nur Ladegasts Prospektpfeifen und von Hansens Gehäuse sind, als Bestandteile des inzwischen vierten Orgelwerks im Musikvereinssaal, bis heute erhalten.

### Konkurrenzkampf
Der generelle Wandel vom Handwerksbetrieb zur Fabrik als Hauptmerkmal der industriellen Entwicklung, ausgelöst durch die Erfindung der Dampfmaschine, brachte auch im Orgelbau tiefgreifende Veränderungen hervor. Das mit der industriellen Revolution verbundene Wachstum der Städte verlangte nach neuen Kirchen und Orgeln. Außerdem wurden viele als nicht mehr zeitgemäß empfundene Instrumente ersetzt. Diesen erhöhten Bedarf konnte die traditionelle handwerkliche Fertigung nicht mehr im vollen Umfang befriedigen. Die existentielle Sicherung vieler Betriebe hing nicht mehr nur von der Qualität ihrer Arbeit, sondern zunehmend von ihrer Fähigkeit ab, die Produktionsmenge zu steigern und die Preise niedrig zu halten. Diesen enormen Anforderungen waren nur größere Unternehmen in der Lage zu entsprechen.
Um 1840 wurde durch die Firma E. F. Walcker & Cie., Ludwigsburg, die erste Kegelladen-Orgel erbaut. Dieses neue Windladensystem führte wie keine andere Erfindung im Orgelbau zu Spaltungen und Streit. Von einigen begeistert aufgenommen, von anderen verpönt, zeichnete sie den Weg des Orgelbaus jener Zeit auf. Keine namhafte Orgelwerkstatt kam an der Kegellade vorbei. Während einige Firmen wie Walcker und Sauer eine vollständige Umstellung auf dieses Windladensystem vollzogen, kehrten andere nach einigen Versuchen mit der Kegellade zur Schleiflade zurück oder benutzten beide Systeme gleichzeitig. Zu Letzteren gehörte auch die Werkstatt Ladegasts. Er selbst äußert sich zum Verwenden beider Systeme so: „Ich wende faktisch alle Systeme an, mitunter in einer Orgel verschiedene, jedes da, wo es mir passend erscheint.“
In der Tat findet man bei ihm in den siebziger und achtziger Jahren sowohl reine Schleifladenorgeln (z. B. in der Pfarrkirche zu Posen, III/43, 1876), reine Kegelladenorgeln (z. B. in St. Nikolai in Spandau, III/45, 1880) als auch Orgeln mit einem gemischten Windladensystem (z. B. St. Andreas (Rudolstadt), III/33, 1882). Dabei wurden sowohl Orgeln mit Schleifladen in den Manualen und Kegellade im Pedal, als auch umgekehrt gebaut. Die Letztere Kombination wurde von Ladegast in seiner späteren Schaffensperiode bevorzugt. Trotzdem bleibt er sein Leben lang überzeugter Anhänger der Schleiflade. Am 13. Januar 1880 richtete er an den damaligen Generalsekretär der Wiener Gesellschaft der Musikfreunde, Leopold Alexander Zellner, die schon sprichwörtlich gewordenen Zeilen:

„Von den im vergangenen Jahre gelieferten Werken waren zwei mit Kegelladen. In vieler Beziehung sind dieselben leichter herzustellen als Schleifladen. (Dies ganz unter der Hand gesagt!) Das Schleifladensystem wird von den Kegeln nicht verdrängt werden. Da jedoch fast alles kegeltoll ist, so hilfts nichts, man muß – mit heulen!“

Erst Ende der 1880er-Jahre wandte sich die Werkstatt intensiver der Pneumatik zu. Da jedoch spätestens 1890 fast alle namhaften Orgelbaufirmen vollständig zum Bau der Röhrenpneumatik übergingen und bereits über eigene ausgereifte Systeme verfügten, blieb die traditionelle Werkstatt aus Weißenfels in der harten Konkurrenz auf der Strecke. Nach und nach wurde das einst berühmte Unternehmen vom Markt verdrängt. Die Großaufträge blieben anderen Firmen, die nun die als modern geltenden Orgeln bauten, vorbehalten.
Bei der Vergabe des Orgelneubaus für das neugebaute Gewandhaus in Leipzig erlitt die Firma 1884 ihre erste große Niederlage gegen die Firma Walcker. Die Frankfurter Orgelbaufirma Sauer machte ihm weitere Aufträge in der Stadt Leipzig, die bisher zu „seinem Territorium“ gehörte, streitig. Die großen Bauten für die Petrikirche (1886, III/60) und die Thomaskirche (1889, III/63) wurden Sauer zugesprochen. Ob diese Entwicklung allein auf angebliche Intrigen, von denen Ladegast oftmals sprach, zurückzuführen ist, bleibt Spekulation.
Eng verbunden mit der technischen Weiterentwicklung im Orgelbau war auch die Wandlung der Klangästhetik der Orgel zum spätromantischen orchestralen Stil. Bedingt durch die Klangvorstellungen Ladegasts, welche zu Anfang der 1890er Jahre als zu geradlinig und veraltet galten, waren seine Werke auch in dieser Hinsicht zunehmend nicht mehr konkurrenzfähig.
Groß ist die Zahl der Orgelbauer, die bei Ladegast lernten und arbeiteten. Hierzu gehören:
- Gustav Normann (1821–1893), estnischer Orgelbauer
- Friedrich Albert Mehmel (1827–1888), Orgelbauer in Stralsund und Wismar
- Hermann Kopp (1837–1892), Orgelbauer in Apolda
- Ernst Klassmeier (1840–1926), Orgelbauer in Kirchheide bei Lemgo
- Wilhelm Rühlmann d. Ä. (1842–1922), Orgelbauer in Zörbig
- Franz Emil Keller (1843–1925), Orgelbauer in Ostrau bei Döbeln, Sachsen
- Carl Bernecker (1844–?), Orgelbauer in Sachsen
- Johann Franz Anton Kiene II (1845–1908), Orgelbauer in Waldkirch
- Franz Eggert (1849–1911), Orgelbauer in Paderborn
- Albert Hollenbach (1850–1904), Orgelbauer in Neuruppin, Brandenburg
- Eugen Link (1855–1940), Orgelbauer in Giengen a. d. Brenz.
- Leopold Breinbauer (1859–1920), Orgelbauer in Ottensheim bei Linz
- Albert Späth (1866–1948), Orgelbauer in Ennetach-Mengen
- Gustav Heinze (1874–1949), Orgelbauer in Sorau und Weißenfels
- Theodor Rühlmann († 1910), Orgelbauer in Zörbig

### Lebensende

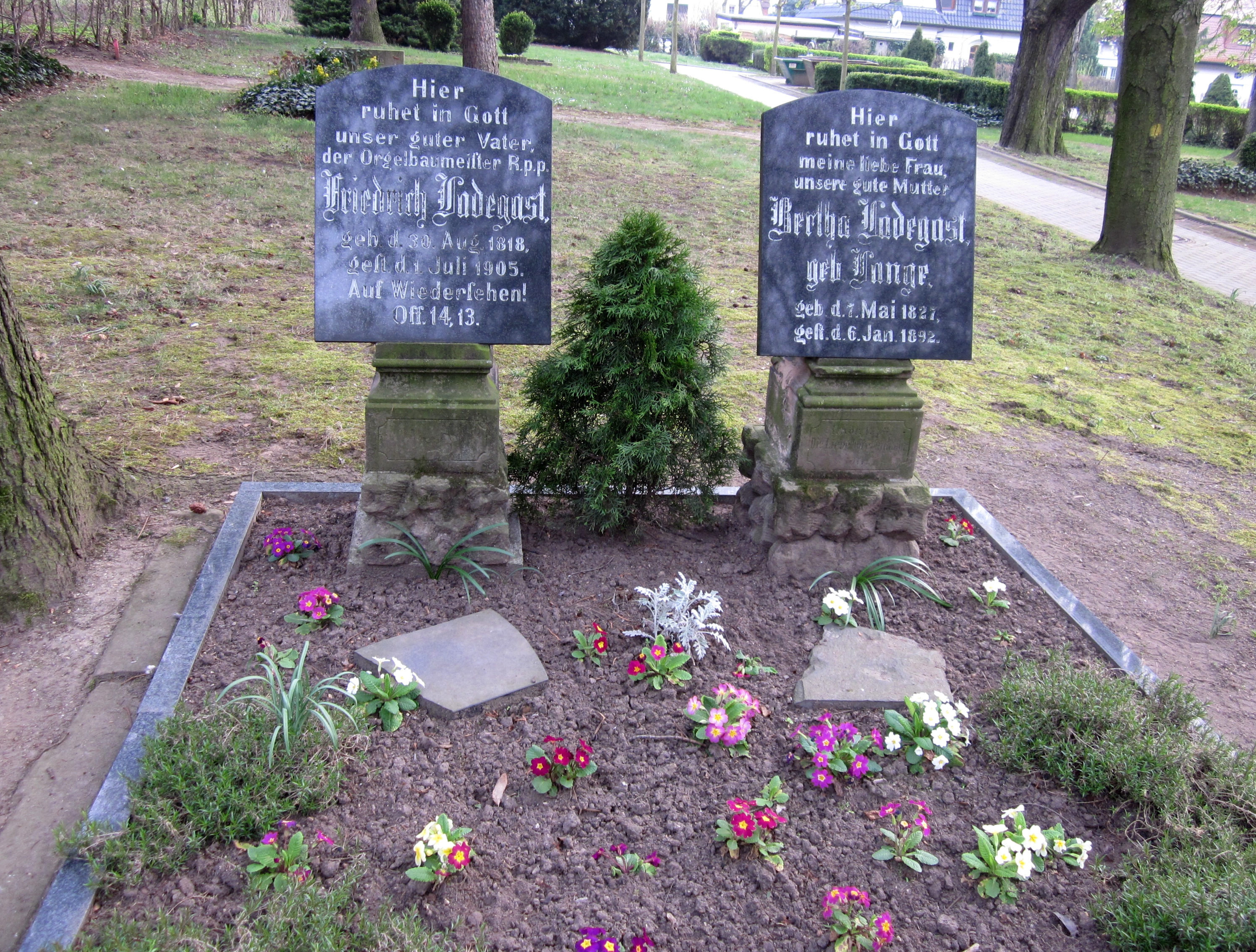
Familiengrab Ladegast auf dem Friedhof Weißenfels

Nach dem Tod seiner Frau 1892 zog sich Friedrich Ladegast mehr und mehr aus der Öffentlichkeit zurück. An der Leitung der Firma bis dahin noch beteiligt, übergab er 1898 das Zepter endgültig seinem Sohn Oskar Ladegast (* 26. September 1858; † 4. Januar 1944).
Nach einem Schlaganfall wurde Friedrich Ladegast von seiner Tochter Elisabeth gepflegt. Er starb am 30. Juni 1905. Seine letzten Worte lauteten: „Helft mir doch, helft mir doch!“ Sein Tod wurde in der Öffentlichkeit mit großem Respekt zur Kenntnis genommen. Am 3. August 1905 erschien im Weißenfelser Tagesblatt folgende Mitteilung des Stadtmagistrats: „Einer Ehrung des Altmeisters der Orgelbaukunst Friedrich Ladegast, der vor kurzem gestorben ist, hat der Magistrat dadurch vollzogen, daß er der Verbindungsstraße zwischen der Beuditz- und Gustav-Adolfstraße den Namen ‚Ladegaststraße‘ beigelegt hat.“
Die Bedeutung dieses herausragenden Meisters der deutschen Orgelbaukunst lässt mit den Worten Albert Schweitzers an den damaligen Merseburger Domorganisten Hans-Günther Wauer erfassen (in einem Brief aus Lambarene von 1958):

„Ich halte Friedrich Ladegast für den bedeutendsten Orgelbauer nach Silbermann, dessen Tradition er fortsetzt. Sowohl in technischer wie auch in klanglicher Hinsicht sind seine Schöpfungen in gewisser Hinsicht einzigartig. Ich selber war ergriffen von der Spielart und der Tonschönheit der Ladegast-Orgeln, die ich unter die Finger bekam und habe Organisten, die ihre Ladegast-Orgeln umbauen und modernisieren wollten, zu Beginn unseres Jahrhunderts, von dieser Sünde abgeraten. In Tonqualität stelle ich Ladegast-Orgeln sogar über die von Cavaillé-Coll.“

Der deutsche Astronom Freimut Börngen benannte am 11. April 1991 den Asteroiden (29204) Ladegast nach dem Orgelbauer.

## Werkliste (Auswahl)

### Friedrich Ladegast
Friedrich Ladegast schuf über 150 Neu- und Umbauten von Orgeln, vor allem im Herzogtum Weißenfels und Umgebung, lieferte aber auch bis in das Russische Reich und in die USA. Einige sind erhalten. Nicht mehr vorhandene Instrumente sind kursiv gesetzt.
| Jahr | Op.   | Ort                              | Kirche                                | Bild | Manuale | Register | Bemerkungen |
| ---- | ----- | -------------------------------- | ------------------------------------- | ---- | ------- | -------- | --- |
| 1838 | 1     | Tanneberg                        | Ev.-luth. Kirche                      |      | I/P     | 9        | Als Gesellenstück von ihm in der Werkstatt seines Bruders angefertigt, 1882 von ihm erweitert. 2015 generalüberholt mit Rekonstruktion fehlender Pfeifen und farblicher Restaurierung des Orgelgehäuses.                                                                                              |
| 1839 | 2     | Halle (Saale)                    |                                       |      | I       | 3        | |
| 1849 | 3     | Geusa                            | St. Georg                             |      | II/P    | 14       | Abnahme am 9. September 1849 durch Johann David Engel. Aufgrund der Qualität dieser Orgel gab Engel Ladegast den Auftrag für die Merseburger Domorgel. 1945 wurde die Orgel durch Bombentreffer am Kirchturm zerstört. Heute befindet sich in der Kirche eine Rühlmann-Orgel. Orgel                   |
| 1850 | 4     | Bad Kösen                        |                                       |      | I       | 6        | |
| 1851 | 5     | Poserna                          | St. Rupertus                          |      | I/P     | 11       | 1897 Erweiterung durch Oskar Ladegast auf II/P/13 |
| 1851 | 6     | Lissen bei Osterfeld             | Evangelische Propsteikirche           |      | II/P    | 17       | 1917 Beschlagnahmung der Prospektpfeifen, später ersetzt, ansonsten erhalten, 2008 Überholung → Orgel |
| 1851 | 7     | Albersroda                       | St. Magnus                            |      | II/P    | 15       | 2005 restauriert durch Orgelbau Schönefeld →Orgel |
| 1851 | 8     | Hohenmölsen                      | St. Petri                             |      | II/P    | 25       | restauriert 1998 durch die Orgelwerkstatt Wegscheider → Orgel |
| 1851 | 9     | Weißenfels                       | Stubenorgel                           |      | I       | 3        | |
| 1852 | 10    | Raschwitz                        | Kirche                                |      | I/P     | 10       | Restaurierung durch Rösel & Hercher, seit 1993 im Merseburger DomOrgel |
| 1853 | 11    | Weißenfels                       | Loge                                  |      | I       | 4        | |
| 1853 | 12    | Korbetha                         | Dorfkirche Korbetha                   |      | II      | 22       | |
| 1853 | 13    | Merseburg                        | Dom                                   |      | II      | 7        | Interimsorgel, später nach Russland |
| 1854 | 14    | Lißdorf                          | Dorfkirche                            |      | II      | 17       | |
| 1854 | 15    | Prittitz                         | Dorfkirche                            |      | I       | 13       | |
| 1855 | 16    | Merseburg                        | Merseburger Dom                       |      | IV/P    | 81       | Ladegast übernahm den barocken Prospekt, der 1693–1717 von Zacharias Thayßner und Johann Friedrich Wender geschaffen worden war. In den Jahren 2000–2004 restaurierten die Werkstätten Eule, Scheffler und Wegscheider das Instrument umfassend. → Orgel                                              |
| 1855 | 17    | Blösien                          | St. Thomas                            |      | I/P     | 11       | Orgel |
| 1856 | 18    | Runstedt                         | Dorfkirche                            |      | I/P     | 8        | Das Dorf wurde 1930 für den Kohleabbau geschliffen. |
| 1856 | 19    | Delitz                           | Dorfkirche                            |      | II/P    | 16       | 1951 ist die Orgel samt Kirche bei einem Brand zerstört worden. |
| 1857 | 20    | Bisdorf                          |                                       |      | I/P     | 7        | |
| 1857 | 21    | Landesschule Pforta              | Zisterzienserabtei Pforte             |      | III/P   | 34       | Orgel zerstört |
| 1857 | 22    | Klitten                          | ev. Kirche                            |      | II/P    | 17       | |
| 1857 | 23    | Klobikau                         |                                       |      | II/P    | 11       | |
| 1857 | 24    | Klaipėda                         | Litauische Kirche                     |      | III/P   | 44       | nicht erhalten |
| 1858 | 25    | Weißenfels                       | Präparandenanstalt                    |      | I       | 3        | Zustand nicht feststellbar |
| 1858 | 26    | Weißenfels                       | Hospital                              |      | I       | 3        | ab ca. 1885 Hausorgel Ladegast, ab ca. 1905 in Güstrow |
| 1859 | 27    | Diehsa                           | ev. Kirche                            |      | II/P    | 14       | |
| 1859 | 28    | Selau                            |                                       |      | II/P    | 13       | |
| 1860 | 29    | Görkau (Jirkov), Nordböhmen      | ev. Kirche                            |      | II/P    | 13       | wahrscheinlich nicht erhalten, 1910 pneumatischer Neubau |
| 1860 | 30    | Weißenfels                       | Lehrerseminar                         |      | II/P    | 13       | |
| 1860 | 31    | Leipzig                          | privat                                |      | II/P    | 10       | Musiksaal des Herrn Prof. Frege. |
| 1860 | 32    | Göhlitzsch                       | Annenkirche                           |      | I/P     | 7        | |
| 1861 | 33    | Gerstewitz                       |                                       |      | I/P     | 7        | |
| 1862 | 34    | Leipzig                          | Nikolaikirche                         |      | IV/P    | 84       | nachträglich von Ladegast überarbeitet und mit weiteren Barkermaschinen ergänzt, 1902/1903 Erweiterung und Pneumatisierung durch Wilhelm Sauer, 2002/2003 Rekonstruktion und Erweiterung durch Fa. Eule; damals wie heute größte Orgel Sachsens. → Orgel                                              |
| 1863 | 35    | Weißenfels                       | Stadtkirche St. Marien                |      | III/P   | 41       | Orgel vermutlich sein Referenzobjekt vor Ort, d.aran hat der alte Meister auch selbst gesessen. 2018–2021 durch Eule umfangreich saniert. |
| 1863 | 36    | Zöschen                          | St. Wenzel                            |      | II/P    | 18       | Tonumfang im Manual C–f3 (Bordun ab C), im Pedal C–d1, 1992 instand gesetzt vom Orgelbauer Thomas Hildebrandt, Halle (Saale) |
| 1864 | ?     | Bischdorf                        |                                       |      | I/P     | 9        | siehe op. 20? |
| 1864 | 37    | Langenau (Dłużyna Dolna)         |                                       |      | II/P    | 28       | |
| 1864 | 38    | Wittenberg                       | Schlosskirche                         |      | III/P   | 39       | 1936 und 1985/94 erweitert; heute 57 Register auf vier Manualen →Orgel |
| 1865 | 39    | Görlitz                          | Hospitalkirche                        |      | I/P     | 9        | |
| 1865 | 40    | Görlitz                          | Gymnasium                             |      | I       | 4        | |
| 1865 | 41    | St. Ingbert                      | Martin-Luther-Kirche                  |      | II/P    | 16       | damals einzige Orgel Ladegasts im Saarland, bzw. in ganz Süd- und Südwestdeutschland; 1933 wurden fast alle Pfeifen und Manualwindladen in einem Neubau von Walcker wiederverwendet; Diese Walcker-Orgel wurde 1966 ersetzt durch Neubau von Oberlinger (einige alte Pfeifen sind bis heute erhalten) |
| 1866 | 42    | Reichenbach/O.L.                 | St.-Johannes-Kirche                   |      | II/P    | 16       | 1999/2000 von Jehmlich Orgelbau restauriert |
| 1866 | 43    | Mutschau                         |                                       |      | II/P    | 14       | |
| 1866 | 44    | Plennschütz                      | evangelische Kirche                   |      | II/P    | 12       | bei Aufgabe der Plennschützer Kirche in den 1980er Jahren in den Güstrower Dom versetzt, 1996/97 durch Wegscheider in der Dorfkirche Biederitz eingebaut →Disposition der Orgel |
| 1866 | 45    | Storkau                          | St. Vincenz und Gangolf               |      | I/p     | 6        | Bis auf den heutigen Tag ist ein Betrieb der Orgel auch ohne Strom möglich. |
| 1867 | 46    | Matīši (St. Matthiae), Lettland  | Lutherische Kirche St. Matthias       |      | II/P    | 13       | 1947 umgesetzt in ein Museum in Riga, 1993 zurück nach Matīši und restauriert |
| 1867 | 47    | Burtnieki (Burtneck), Lettland   | Lutherische Kirche                    |      | II/P    | 20       | alle Pfeifen ausgebaut, Gehäuse und Mechanik erhalten |
| 1867 | 48    | Valga (Walk), Estland            | Lutherische St.-Johannis-Kirche       |      | II/P    | 21       | Restauriert 1998–2004 |
| 1868 | 49    | Leipzig                          | Synagoge                              |      | II/P    | 20       | zerstört |
| 1868 | 50    | Moskau                           | Privatsalon Wassilij Chludow          |      | II/P    | 17       | älteste erhaltene Orgel Russlands, 1886 ins Konservatorium, 1992 ins Musikmuseum Moskau, 1996–1998 Restaurierung durch Gučas → Orgel |
| 1868 | 51    | Groß Särchen                     | ev. Kirche                            |      | II/P    | 16       | |
| 1868 | 52    | Wolfstein                        |                                       |      | II/P    | 20       | |
| 1869 | 53    | Polditz                          | St. Nicolai                           |      | III/P   | 33       | Sachsens größte Ladegast-Orgel, →Orgel |
| 1869 | 54    | Knautnaundorf                    |                                       |      | I/P     | 10       | |
| 1869 | 55    | Naumburg (Saale)                 | Marien-Magdalenen-Kirche              |      | II/P    | 23       | im alten Gehäuse von Christian Friedrich Poppe (1785) →Orgel |
| 1869 | 56    | Dunajowec                        | Südrussland                           |      | I/P     | 10       | |
| 1871 | 57    | Lohsa                            | ev. Kirche                            |      | II/P    | 18       | von Wilhelm Rühlmann im Auftrag von Friedrich Ladegast erbaut |
| 1871 | 58    | Schwerin                         | Schweriner Dom                        |      | IV/P    | 84       | → Orgel |
| 1871 | 59    | Moskau                           | Evangelisch-reformierte Kirche        |      | II/P    | 18       | 1897/98 ersetzt durch Röver-Orgel (III/P, 38) |
| 1872 | 60    | Köthen                           | St. Jakob                             |      | III/P   | 45       | → Orgel |
| 1872 | 61    | Wien                             | Haus des Wiener Musikvereins          |      | III/P   | 56       | 1907 durch neues Instrument ersetzt, Ladegasts Prospekt ist bis heute erhalten. → Orgel |
| 1873 | 62    | Görlitz                          | Dreifaltigkeitskirche                 |      | II/P    | 28       | 1910 Umbau durch Julius Röhle (neues Gehäuse), 1955 Neubau im alten Gehäuse durch Eule Orgelbau Bautzen (Opus 277, II+P/28). |
| 1873 | 63    | Weißenfels                       | Kath. Kirche                          |      | II/P    | 14       | |
| 1873 | 64    | Thonberg                         |                                       |      | II/P    | 23       | |
| 1874 | 65    | Schafstädt                       | Stadtkirche St. Johannes              |      | III/P   | 32       | restauriert 2005/2006 durch Orgelwerkstatt Christian Scheffler |
| 1874 | 66    | Leipzig                          | Paulinerkirche                        |      | III/P   | 54       | Umbau einer Mende-Orgel, 1948 Erweiterung durch Eule auf IV/80, 1968 mit der Sprengung der Kirche zerstört |
| 1875 | 67    | Goseck                           | Schloss Goseck, Schlosskirche         |      | II/P    | 19       | zerstört |
| 1875 | 68    | Taucha                           | Dorfkirche                            |      | II/P    | 17       | restauriert 2009/2010 durch Orgelbau Thomas Schildt (Halle) |
| 1875 | 69    | Eythra                           | Dorfkirche                            |      | I/P     | 17       | 1985 von Norbert Sperschneider aus dem abgebaggerten Dorf Eythra restauriert und umgesetzt in die Pfarrkirche St. Georg (Neustadt/Harz) |
| 1876 | 70    | Posen (Poznań)                   | Pfarrkirche zum hl. Bischof Stanisław |      | III/P   | 43       | 1917 Prospektpfeifen entfernt, 1928 elektrische Traktur, 2000/02 Restaurierung durch Schuke und Cepka |
| 1879 | 71    | Münster, Westfalen               | Auferstehungskirche                   |      | III/P   | 36       | 1945 zerstört |
| 1877 | 72    | Siegen                           | Nikolaikirche                         |      | III/P   | 38       | 1944 zerstört |
| 1877 | o. O. | Müsen                            |                                       |      | II/P    | 16       | |
| 1878 | 73    | Neuen-Geseke                     |                                       |      | II/P    | 19       | |
| 1878 | 74    | Tallinn (Reval), Estland         | Mariendom                             |      | III/P   | 49       | → Orgel |
|      | 75    |                                  |                                       |      |         |          | |
|      | 76    |                                  |                                       |      |         |          | |
|      | 77    |                                  |                                       |      |         |          | |
|      | 78    |                                  |                                       |      |         |          | |
| 1879 | 79    | Frömern                          | Evangelische Kirche Frömern           | II/P | 17      |          | |
|      | 80    |                                  |                                       |      |         |          | |
|      | 81    |                                  |                                       |      |         |          | |
|      | 82    |                                  |                                       |      |         |          | |
| 1880 | 83    | Spandau                          | St. Nikolai                           |      | III/P   | 45       | Erweiterung einer Wagner-Orgel, 1944 zerstört. |
|      | 84    |                                  |                                       |      |         |          | |
|      | 85    |                                  |                                       |      |         |          | |
|      | 86    |                                  |                                       |      |         |          | |
| 1879 | 87    | Ronneburg                        | St. Marien                            |      | III/P   | 32       | |
|      | 88    |                                  |                                       |      |         |          | |
|      | 89    |                                  |                                       |      |         |          | |
| 1882 | 90    | Rudolstadt                       | ev. Stadtkirche St. Andreas           |      | III/P   | 33       | bis 1915 einige technische Änderungen und Erweiterungen (Walze) durch Sohn Oskar Ladegast, restauriert 2003–2005 durch Hermann Eule Orgelbau auf den Zustand von 1915 |
| 1881 | 91    | Altenburg                        | St. Bartholomäi                       |      | III/P   | 39       | 1905–1909 pneumatische Traktur von Oskar Ladegast; 1922 um Fernwerk ergänzt; 1949 Umdisponierung; 1974 elektrischer Spieltisch, elektropneumatische Traktur; nach Schäden durch Bauarbeiten 1976–1986 Generalüberholung 1989/1990, heute 44 Register (davon 75 % Originalbestand)                     |
|      | 92    |                                  |                                       |      |         |          | |
| 1882 | 93    | Naunhof                          | Stadtkirche                           |      | II/P    | 21       | Restaurierung durch die Orgelwerkstatt Wegscheider seit 2008 Orgel |
| 1883 | 94    | New York                         | Privat                                |      | II/P    | 4        | Umstände und Verbleib unbekannt |
|      | 95    |                                  |                                       |      |         |          | |
|      | 96    |                                  |                                       |      |         |          | |
|      | 97    |                                  |                                       |      |         |          | |
|      | 98    |                                  |                                       |      |         |          | |
|      | 99    |                                  |                                       |      |         |          | |
|      | 100   |                                  |                                       |      |         |          | |
| 1883 | 101   | Braunschweig                     | St. Andreas                           |      | III/P   | 48       | 1944 zerstört |
|      | 102   |                                  |                                       |      |         |          | |
|      | 103   |                                  |                                       |      |         |          | |
| 1884 | 104   | Poznań-Głuszyna (Posen-Gluschin) | Kirche St. Jakobus                    |      | II/P    | 16       | Dank einer Studentengruppe der Hochschule für Musik zu Posen seit 2020 wieder spielbar |
|      | 105   |                                  |                                       |      |         |          | |
| 1884 | 106   | Schulpforte                      | Aula der Landesschule Pforta          |      | II/P    | 11       | restauriert 2005 durch die Orgelbau-Werkstatt Rösel & Hercher |
|      | 107   |                                  |                                       |      |         |          | |
| 1885 | 108   | Wernigerode                      | St.-Johannis-Kirche                   |      | III/P   | 33       | Das Orgelgehäuse wurde von der Firma Gustav Kuntzsch, Anstalt für kirchliche Kunst, Wernigerode, hergestellt. →Orgel |
|      | 109   |                                  |                                       |      |         |          | |
| 1886 | 110   | Valmiera(Wolmar), Lettland       | Sankt-Simons-Kirche                   |      | III/P   | 33       | erhalten |
|      | 111   |                                  |                                       |      |         |          | |
|      | 112   |                                  |                                       |      |         |          | |
| 1887 | 113   | Wernigerode                      | St.-Sylvestri-Kirche                  |      | III/P   | 43       | Orgelgehäuse von der Firma Gustav Kuntzsch, Wernigerode; wurde 1972 zerlegt und Teile durch →Schuster & Sohn für den Umbau der Nachfolgeorgel genutzt |
| 1880 | 114   | Naumburg                         | St. Othmar                            |      | II/P    | 20       | 1980 ersetzt |
| 1888 | 115   | Chemnitz                         | Stadtkirche St. Jakobi                |      | III/P   | 62       | Orgelgehäuse von der Firma Gustav Kuntzsch, Wernigerode; 1912 beseitigt |
| 1888 | 116   | Mittweida                        | ev. Stadtkirche                       |      | III/P   | 42       | nur Gehäuse erhalten, Orgel, Großteil der Pfeifen erhalten |
| 1888 | 117   | Chemnitz                         | Petrikirche                           |      | III/P   | 57       | restauriert 2007/2008 durch die Orgelbauwerkstatt Vleugels |
|      | 118   |                                  |                                       |      |         |          | |
| 1888 | 119   | Danstedt                         | St. Udalrici                          |      | II/P    | 24       | →Orgel hinter historischem Prospekt |
| 1888 | 120   | Derenburg                        | ev. St.-Trinitatis-Kirche             |      | II/P    | 25       | →Orgel mit Barkermaschine hinter historischem Prospekt |
| 1888 | 121   | Weißenfels                       | Aula des Goethegymnasiums             |      | I/P     | 6        | restauriert 2000 durch Orgelbaumeister Thomas Hildebrandt |
| 1889 | 122   | Großgestewitz                    | ev. Kirche                            |      | I/P     | 7        | Schleifladen |
|      | 123   |                                  |                                       |      |         |          | |
|      | 124   |                                  |                                       |      |         |          | |
|      | 125   |                                  |                                       |      |         |          | |
| 1890 | 126   | Geringswalde                     | Martin-Luther-Kirche                  |      | III/P   | 50       | wurde durch Schmeisser 1926 erneuert |
|      | 127   |                                  |                                       |      |         |          | |

### Oskar Ladegast
Um 1892 übernahm der Sohn Oskar Ladegast die Firma und führte sie als Friedrich Ladegast & Sohn. Von ihm sind über 70 Orgelneubauten bekannt.
| Jahr | Op. | Ort                    | Kirche                              | Bild | Manuale | Register | Bemerkungen |
| ---- | --- | ---------------------- | ----------------------------------- | ---- | ------- | -------- | --- |
| 1886 |     | Dobraschütz            | Dorfkirche                          |      | II/P    | 10       | Gehäuse von Christian Gottlob Donati um 1786, Umbau durch Otto Poppe 1935, Instandsetzung und Umdisponierung von Gambe 8' in Sifflöte 2' durch Alfred Schmeisser 1951 |
| 1892 |     | Siersleben             | ev. St.-Andreas-Kirche              |      |         |          | [ 49 ] |
| 1894 |     | Ringleben              | St.-Bartholomäus-Kirche             |      | II/P    | 19       | [ 50 ] |
| 1895 |     | Müsen                  | Evangelische Kirche                 |      | II/P    | 17       | Teil des Denkmals Nr. 4 der Stadt Hilchenbach. 1974 wieder in die Originaldisposition von 1895 gebracht.                                                              |
| 1895 |     | Altena, Westfalen      | Lutherkirche                        |      | III/P   | 32       | Hinter Barockprospekt von ca. 1760, romantischer Neubau, pneumatisch nicht erhalten; ersetzt durch Neubau von Fa. Führer 1974                                         |
| 1898 |     | Tiefthal               | St. Peter und Paul                  |      | II/P    | 14       | erhalten; 2005–06 restauriert durch Rösel & Hercher (Saalfeld) |
| 1898 |     | Kroonstad, Südafrika   | Niederdeutsche reformierte Gemeinde |      | II/P    | 18       | |
| 1900 |     | Leipzig-Connewitz      | Paul-Gerhardt-Kirche                |      | III/P   | 33       | 1973 ersetzt |
| 1900 |     | Naundorf               | St. Johannes                        |      | II/P    | 10       | Orgel, seit 2013 Sanierung durch Thomas Schildt/Halle |
| 1903 |     | Kapstadt, Südafrika    | Gemeinde                            |      | I/P     | 5        | [ 53 ] |
| 1903 |     | Langenleuba-Niederhain | St. Nikolai                         |      | II/P    | 17       | |
| 1906 |     | Altenburg              | Herzogin-Agnes-Gedächtniskirche     |      | II/P    | 20       | erhalten; erweitert durch Sauer auf II/27, restauriert 1993 → Orgel                                                                                                   |
| 1906 |     | Lugau, Erzgebirge      | Evangelische Kirche                 |      | II/P    | 36       | erhalten → Orgel |
| 1906 |     | Kassel                 | Auferstehungskirche                 |      | II/P    | 25       | 1943 zerstört |
| 1909 |     | Trockenborn            | Marienkirche Trockenborn            |      | II/P    | 17       | Orgel erbaut im alten Gehäuse und unter Verwendung der noch gebrauchsfähigen Pfeifen der Vorgängerorgel aus dem Jahr 1728 von Johann Conrad Vockrodt                  |
| 1914 |     | Kiama                  | Christ Church Anglican Church       |      | II/P    | 25       | [ 56 ] |
| 1917 |     | Pfafferode             | Klinikkirche                        |      | II/P    | 13       | [ 57 ] |

### Weitere Arbeiten
Erweitert oder restauriert wurden u. a. folgende Instrumente:
- Leipzig (Mende-Orgel von 1843)
- Meerane (Friderici-Orgel von 1753)
- Lützen (Kreutzbach-Orgel von 1839)
- Altenburg (Trost-Orgel von 1739)
- Naumburg (Hildebrandt-Orgel von 1746 und Gerhardt-Orgel von 1887)

## Diskographie
- Die Ladegast-Orgeln – Jubiläumsausgabe zum 100. Todestag von Friedrich Ladegast. 6 Volumina. Fagott-Orgelverlag, Friedrichshafen.